# وقتی فاخته‌ها می‌گریند
«وقتی فاخته‌ها می‌گریند» (به انگلیسی: When Doves Cry) آهنگی از پرینس و تک‌آهنگ اول آلبوم باران ارغوانی است که در ۱۶ مه ۱۹۸۴ منتشر شد. این آهنگ ششمین آهنگ در آلبوم "باران ارغوانی" است.
این تک‌آهنگ در چارت‌های، فلاندرز، نیوزلند، جزو ده ترانه اول قرار گرفت.